# Symphonie en sol mineur de Lalo
La Symphonie en sol  mineur est l'unique symphonie ayant subsisté d'Édouard Lalo. Composée en 1886, elle est créée le 7 février 1887 sous la direction de Charles Lamoureux.

## Analyse de l'œuvre
1. Andante - Allegro non troppo
2. Vivace
3. Adagio
4. Allegro

- Durée d'exécution : vingt-sept minutes

## Discographie
Édouard Lalo, Concerto pour violoncelle ; Namouna ; Symphonie en sol mineur, Malaysian Philarmonic Orchestra - dir. Kees Bakels. CD Bis Records 2005